# San Felipe (Texas)
San Felipe, también conocido como San Felipe de Austin es una población estadounidense ubicado en el condado de Austin en el estado estadounidense de Texas. En el Censo de 2010 tenía una población de 747 habitantes y una densidad poblacional de 32,98 personas por km².

## Historia
Durante la guerra de la Independencia de Texas la población fue destruida y quemada en 1836 por los colonos anglosajones después de su derrota en las batallas de Refugio y Coleto, con el fin de que no pudiera ser utilizada por las tropas de Antonio López de Santa Anna.

## Geografía
San Felipe se encuentra ubicado en las coordenadas 29°47′40″N 96°6′21″O / 29.79444, -96.10583. Según la Oficina del Censo de los Estados Unidos, San Felipe tiene una superficie total de 22.65 km², de la cual 21.88 km² corresponden a tierra firme y (3.4%) 0.77 km² es agua.

## Demografía
Según el censo de 2010, había 747 personas residiendo en San Felipe. La densidad de población era de 32,98 hab./km². De los 747 habitantes, San Felipe estaba compuesto por el 64.26% blancos, el 28.25% eran afroamericanos, el 0.13% eran amerindios, el 0% eran asiáticos, el 0% eran isleños del Pacífico, el 4.55% eran de otras razas y el 2.81% pertenecían a dos o más razas. Del total de la población el 13.39% eran hispanos o latinos de cualquier raza.